# Odysseum

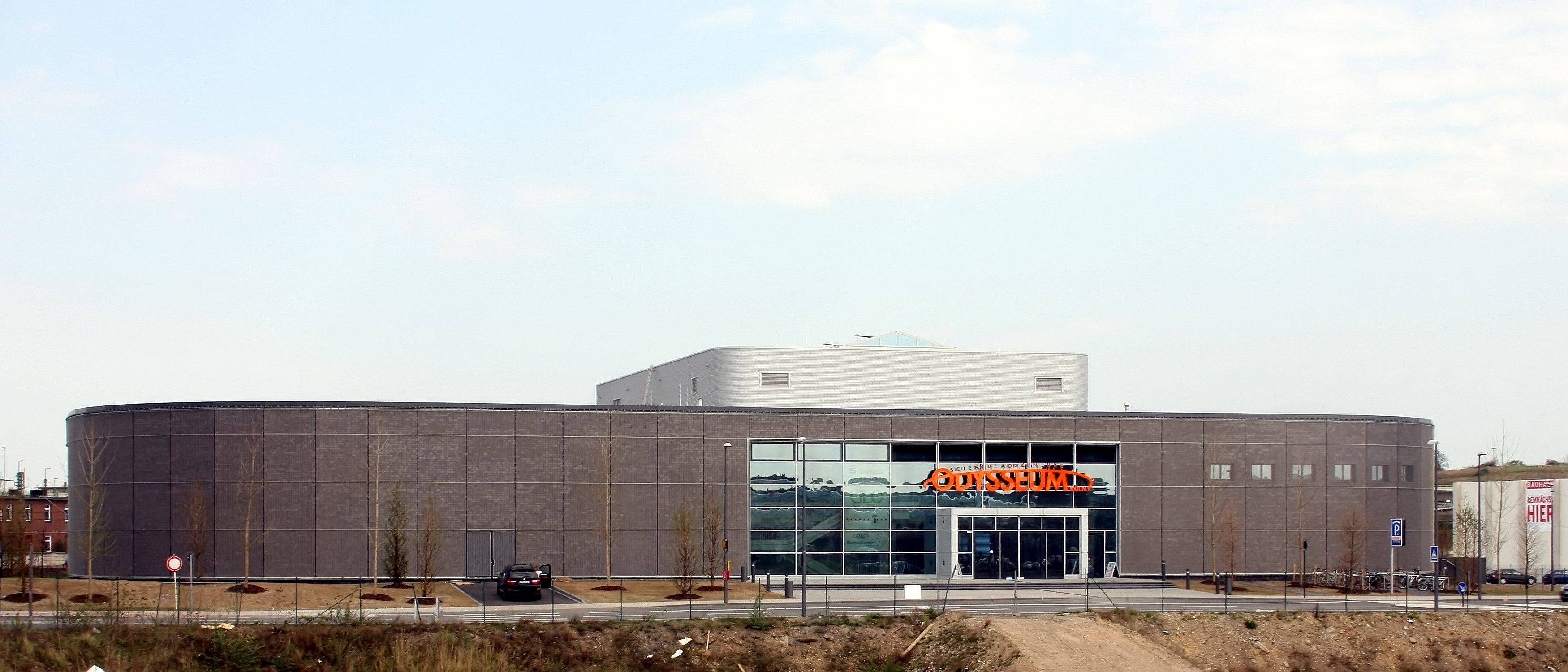
Gesamtansicht des Odysseums (2009)

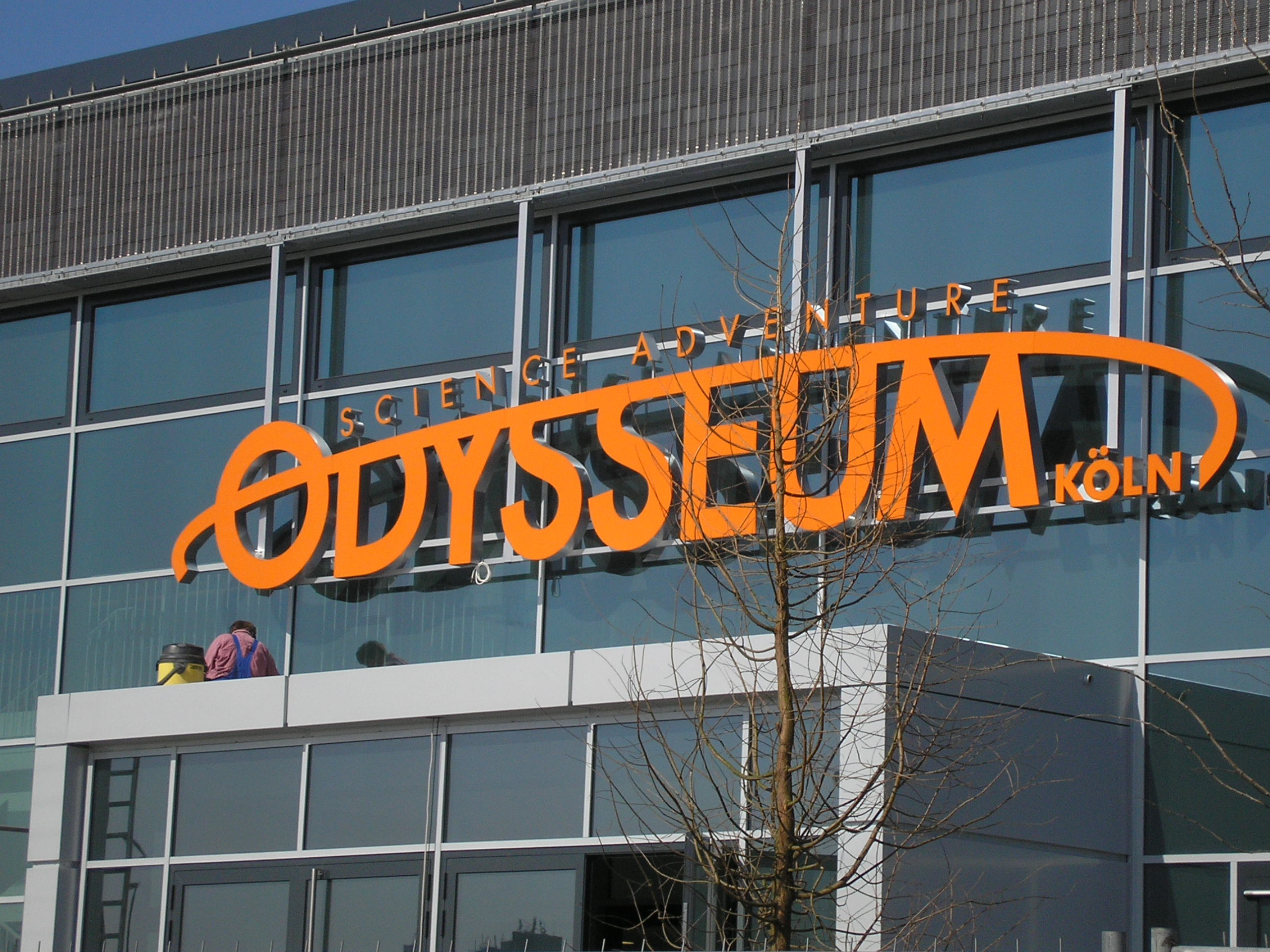
Eingang (2009)

Das Odysseum in Köln ist ein Abenteuermuseum und Ort für temporäre Ausstellungen, das am 3. April 2009 im Kölner Stadtteil Kalk unweit des Bürgerparks eröffnet wurde.

## Geschichte
Die Entscheidung über den Bau des Odysseums wurde am 30. April 2004 getroffen, nachdem die Finanzierung durch einen Zuschuss des Landes Nordrhein-Westfalen gesichert war. Träger ist die SK-Stiftung CSC – Cologne Science Center, eine Stiftung der Sparkasse KölnBonn (vormals Stadtsparkasse Köln und Sparkasse Bonn). In Form einer Dauerausstellung von 200 Exponaten zu 14 zukunftsrelevanten Themen sollte dort Wissenschaft in drei Themenräumen und einem Außenerlebnisbereich erlebbar gemacht werden.
Der Wissens-Abenteuerpark wurde nach Plänen des Kölner Architekten Kaspar Kraemer gebaut, entschieden nach einem Architektenwettbewerb. Geschäftsführer der SK-Stiftung CSC waren der ehemalige Kölner Beigeordnete Andreas Henseler und der ehemalige wissenschaftliche Leiter der Stiftung, Armin Frey (1. Juli 2009 bis 30. Juni 2012). Geschäftsführer ist Andreas Waschk, der seit 2004 dort zentrale Positionen einnimmt. Das Odysseum Köln wird gemanagt von der Explorado Operations Köln GmbH. Gesamt-Projektleitung und Projektsteuerung Innenausbau lagen bei der Kölner AWC AG. Drees & Sommer Köln verantwortete die Projektsteuerung Hochbau.
Der Grundstein für das Wissenschaftsmuseum auf dem Gelände der ehemaligen Chemischen Fabrik Kalk wurde am 20. März 2007 von NRW-Ministerpräsident Jürgen Rüttgers (CDU), Ex-Bürgermeister Josef Müller, Architekt Kaspar Kraemer und Gustav Adolf Schröder, dem damaligen Vorstandsvorsitzenden der Sparkasse KölnBonn gelegt. Nach zweijähriger Bauzeit durch den Generalunternehmer, die MBN Bau Köln GmbH, wurde das Odysseum am 3. April 2009 eröffnet.

## Beschreibung
Das Odysseum Köln versteht sich als Ort der Wissenskommunikation und greift die Metapher der Odyssee als einer Reise auf. Die Entwicklung des Menschen wird als eine Reise mit offenem Ausgang gesehen, Wissenschaft als Fortschritt und als Problem. Gleichzeitig ist die Herausforderung der Zukunftsgestaltung Gegenstand der Themen des Odysseums, welches sich als Abenteuermuseum, in dem Wissen zur Gestaltung der Zukunft erlebbar gemacht wird, definierte. Mit verschiedenen Erlebnisstationen, Programmen und Diskussionsforen auf rund 5.500 m² Ausstellungsfläche wurde Wissenschaft für eine breite Öffentlichkeit begreifbar gemacht. Seine Themenbereiche waren vollständig szenografisch umgesetzt. Ein Großteil der 150 Erlebnisstationen wurde neu für das Odysseum entwickelt, so dass die Dauerausstellung zahlreiche Inhalte aufwies, die in keiner vergleichbaren Einrichtung zu sehen waren.
Am 25. Juni 2021 eröffnete das Odysseum mit einem neuen Konzept und richtete sich dabei mit zwölf Attraktionen an Besucher aller Altersklassen.
Im Januar 2023 schloss das Odysseum für Umbauarbeiten. Am 31. März 2023 eröffnete die Ausstellung „Jurassic World: The Exhibition“ für eine begrenzte Zeit, die einen Einblick in die Filmwelt der Hollywoodfilme gewährten und lebensgroße Dinosaurier zeigte. Die Wanderausstellung hatte ihren letzten Öffnungstag im Odysseum am 8. Oktober 2023.
Am 8. Dezember 2023 fand die Weltpremiere des interaktiven Kunsterlebnisses „Harry Potter: Visions of Magic“ statt. Auf über 3.000 m² wurden einige der mysteriösesten Winkel der „Wizarding World“ präsentiert. Mit über 130.000 verkauften Tickets noch vor Eröffnung gehört „Harry Potter: Visions of Magic“ zu den erfolgreichsten Ausstellungen in Deutschland, entwickelt von Warner Bros. Discovery Global Themed Entertainment und NEON. Im Juli 2024 eröffnete die Ausstellung „Ramses & Das Gold der Pharaonen“. Bis zum 6. Januar 2025 wurden 180 Originalartefakte aus der Herrscherzeit des bedeutenden Pharaos gezeigt.

## Schließung und Zukunft
2025 wurde das Museum nach 16 Jahren am Standort Kalk und einer letzten Sonderausstellung geschlossen. Nach Beschluss des Kölner Stadtrats im Oktober 2024 soll dort nach drei Jahren Umbauarbeiten mit einer Erweiterung mit einem Sportplatz im Freien durch einen internationalen Immobilienentwickler ab 2028 eine neue Gesamtschule einziehen, die bis zum Schuljahr 2028/29 eröffnet werden soll. Mit "Marvel: Die Ausstellung - Universe of Super Heroes" wurde vom 7. März bis 22. Juni 2025 als letzte Ausstellung.
Im April 2026 wird in Köln-Ehrenfeld unter dem neuen Namen „Exploradom“ der Nachfolger des Odysseums eröffnen. Dort sollen, neben einigen Neuerungen, die zwölf beliebtesten Attraktionen des Odysseums weiterhin zu sehen sein. Vor allem für Eltern soll der neue Standort attraktiver gestaltet werden; so soll es beispielsweise Co-Working-Bereiche oder Ruhezonen geben.

## Das Museum mit der Maus
Seit dem 3. Oktober 2013 beheimatet das Odysseum „Das Museum mit der Maus“, das in Zusammenarbeit mit dem Westdeutschen Rundfunk konzipiert und umgesetzt wurde. Auf rund 800 Quadratmetern werden die Sachgeschichten der Sendung mit der Maus zum Leben erweckt.

## Außerschulischer Lernort
Als außerschulischer Lernort bot das Odysseum für Schulen und Kitas ein museumspädagogisches Programm: In CleverLabs wurden mithilfe von Computer- und Showtechnik Experimente durchgeführt.

## Belege
1. ↑  Stefan Volberg: Am Odysseum wird gebaut. In: rundschau-online.de. 21. Dezember 2007, abgerufen am 26. November 2017.
2. ↑  Köln.de vom 8. Februar 2021: Freizeit- und Bildungsstandort. Beliebtes Odysseum-Museum macht mit neuen Besitzern weiter, abgerufen am 8. Dezember 2024
3. ↑  Haver & Boecker: Referenz-Detailseite. In: diedrahtweber-architektur.com. 6. September 2017, abgerufen am 26. November 2017.
4. ↑  Ingo Hinz: Mit neuen Themen und Bereichen: Odysseum in Köln eröffnet nach Corona-Pause. 25. Juni 2021, abgerufen am 28. Juli 2021.
5. ↑  Abenteuermuseum Odysseum. Abgerufen am 16. März 2023 (deutsch).
6. ↑  Fast wie im Film: Jurassic World: The Exhibition – Dinosaurier-Ausstellung kommt nach Köln. Abgerufen am 16. März 2023.
7. ↑  Redaktion: „Jurassic World - the Exhibition“ im Odysseum endet im Oktober. In: Report-K. 22. August 2023, abgerufen am 11. Dezember 2023 (deutsch).
8. ↑  Wizarding World
9. ↑  NEON
10. ↑  WAZ vom 17. Juli 2024: Ausstellung. Ramses-Ausstellung in Köln: Von Hauslöwen und 100 Kindern, von Kirsten Gnoth , abgerufen am 8. Dezember 2024
11. ↑  Kölnische Rundschau Köln vom 5. Januar 2025: Odysseum in Kalk. Ramses-Ausstellung endet am Montag - Wie geht es weiter? von Henriette Sohns, abgerufen am 11. Januar 2025
12. ↑  Kölner Stadt-Anzeiger Köln vom 15. Oktober 2024: 160 Millionen Euro für Umbau. Wie das Odysseum 2028 als Gesamtschule aussehen soll, von Julia Hahn-Klose, abgerufen am 8. Dezember 2024
13. ↑  Stadt Köln Presseservice vom 28. August 2024: Odysseum soll Gesamtschule werden. Rat entscheidet über Anmietung des Wissenschafts- und Abenteuermuseum, abgerufen am 8. Dezember 2024
14. ↑  dpa: Superhelden am Rhein: Große Marvel-Ausstellung kommt nach Köln. In: Die Zeit. 30. Januar 2025, ISSN 0044-2070 (zeit.de [abgerufen am 30. Januar 2025]).
15. ↑   https://www.koeln.de/aktuelles/aus-dem-odysseum-wird-der-exploradom-119243/
16. ↑  Frank Patalong: Wissenschaft für Kinder: Ein Mitmach-Museum mit der Maus. In: Spiegel Online. 3. Oktober 2013, abgerufen am 26. November 2017.
17. ↑  Das Museum mit der Maus. In: Odysseum.de. Abgerufen am 7. März 2021.
18. ↑  Museum mit der Maus im Odysseum. In: Koeln.de. 15. Juli 2014, abgerufen am 7. März 2021.

Koordinaten: 50° 56′ 28,6″ N, 6° 59′ 39,8″ O